# Центр Квебеку
Центр Квебеку (фр. Centre-du-Québec) — адміністративний регіон у провінції Квебек (Канада), розташований на південному березі річки Святого Лаврентія. Всупереч назві, регіон не є географічним центром Квебеку, а радше центром найнаселенішої південної частини провінції — північна частина провінції майже незаселена. У списку регіонів — умовний номер «17».
Найважливіше місто регіону — Драммонвіль.

## Географія

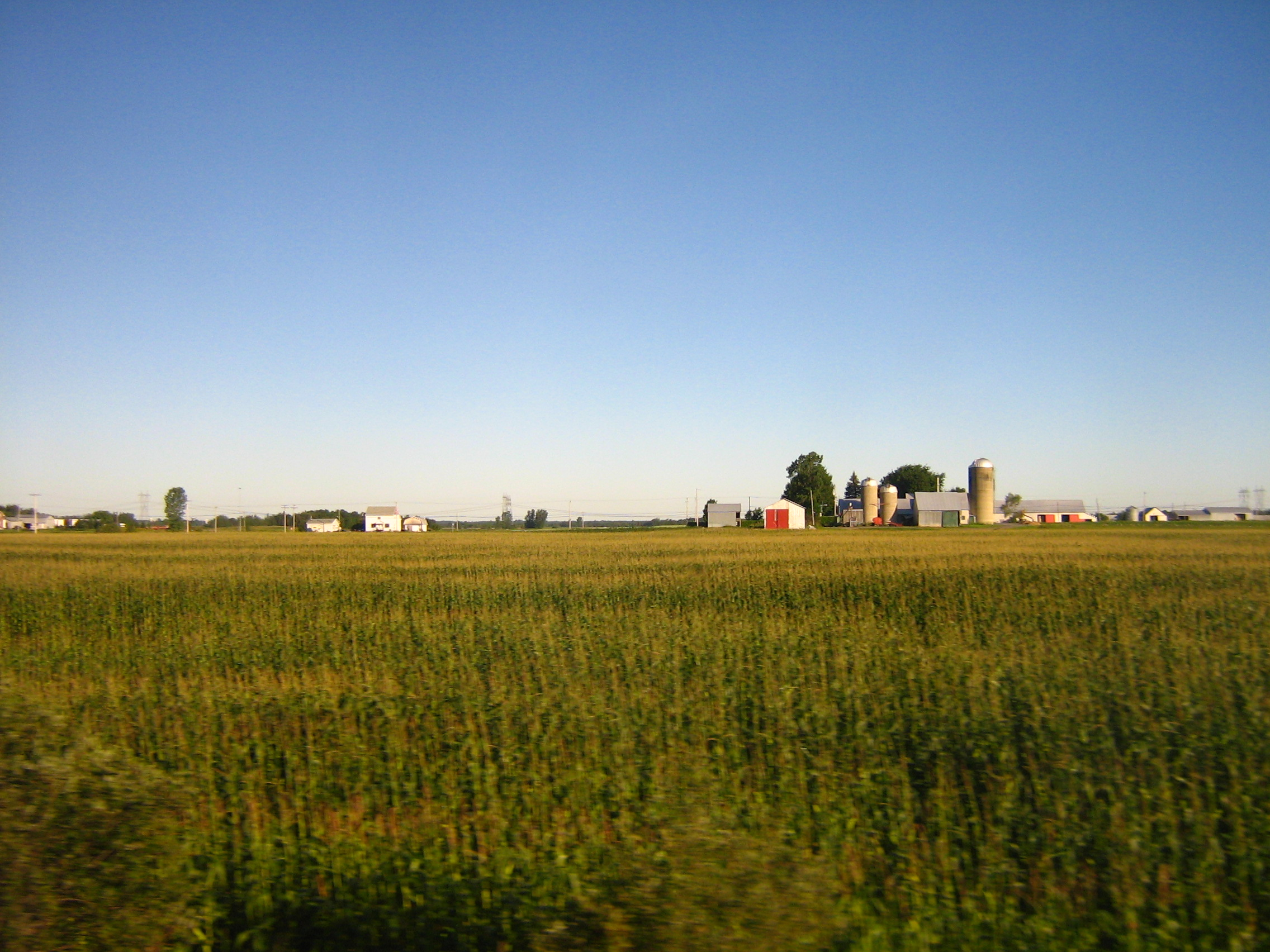
Типова ферма у Центральному Квебеку.

Територія включає у себе поля біля річки Сен-Лоран (фр. les plaines du Saint-Laurent) і частину Аппалачів. Регіон перетинають річки Сен-Франсуа (Saint-François), Ніколе (Nicolet) і Беконкур (Bécancour).
Через Центр Квебеку проходять автобани №№: 20, 30, 55 і 955 (фр. Autoroute 20, Autoroute 30, Autoroute 55, Autoroute 955) і провінційні дороги №№: 116, 122, 132, 143, 161, 243, 255 та 265.

## Демографія
- Населення: 224 200 (2006)
- Площа: 6 928,78 km²
- Щільність: 32 чол./км²